# فلسفة إيطالية
كان لإيطاليا تأثيرٌ كبير على الفلسفة الغربية على مر العصور، بدءًا من الفلاسفة ذوي الأصول الإغريقية والرومانية، وصولًا إلى عصر النهضة الإنسانية، ثم عصر التنوير والفلسفة الحديثة.

## الأصول الإغريقية
وصلت الفلسفة إلى إيطاليا عبر فيثاغورس، وهو مؤسس المدرسة الإيطالية للفلسفة في كروتوني. برز في إيطاليا عدد من الفلاسفة الإغريقيين، مثل زينوفانيس وبارمنيدس وزينون الإيلي وأمبادوقليس والفيلسوف غورغياس أخيرًا، وهو الذي جلب الفلسفة إلى أثينا.

## روما القديمة
برز في روما عددٌ من الفلاسفة الموقرين، أبرزهم: شيشرون (106-43 قبل الميلاد)، لوكريتيوس (94-55 قبل الميلاد)، لوكيوس سينيكا (4 قبل الميلاد-65 ميلادي)، غايوس موسونيوس روفوس (30-100 ميلادي)، بلوطرخس (45-120 ميلادي)، إبكتيتوس (55-135 ميلادي)، ماركوس أوريليوس (121-180 ميلادي)، إكليمندس الإسكندري (150-215 ميلادي)، ألكينيوس (القرن الثاني ميلادي)، سيكستوس إمبيريكوس (القرن الثالث ميلادي)، الإسكندر الأفروديسي (القرن الثالث ميلادي)، أمونيوس السقاص (القرن الثالث ميلادي)، أفلوطين (205-270)، فورفوريس الصّوري (232-304 ميلادي)، يامبليخوس (242-327 ميلادي)، ثامسطيوس (317-388 ميلادي)، أوغسطينوس (354-430)، برقلس (411-485 ميلادي)، يوحنا النحوي (490-570 ميلادي)، داماسكيوس (462-540 ميلادي)، بوثيوس (472-524 ميلادي)، سيمبليكيوس (490-560 ميلادي). تأثرت الفلسفة الرومانية بفلسفة اليونان إلى حدٍّ كبير.

## العصور الوسطى

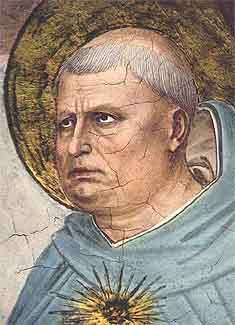
القديس توما الأكويني.

كانت الفلسفة الإيطالية في العصور الوسطى فلسفة مسيحية بالدرجة الأولى، وبرز في تلك الفترة عدد من الفلاسفة وعلماء اللاهوت مثل القديس توما الأكويني. كان توما الأكويني تلميذ ألبيرتوس ماغنوس، وهو راهب دومينيكي تجريبي متوقد الذهن يماثل في مستواه الراهب الفرنسيسكاني روجر باكون الذي درّس في جامعة أكسفورد في القرن الثالث عشر. أعاد توما الأكويني تقديم الفلسفة الأرسطية إلى المسيحية، وارتأى عدم وجود تناقض بين الإيمان الديني والعقل الدنيوي. اعتقد توما أن أرسطو وصل إلى ذروة السعي البشري لمعرفة الحقيقة، فتبنّى فلسفة أرسطو وجعلها الإطار العام الذي أسس عليه نظرته اللاهوتية والفلسفية. كان توما الأكويني بروفيسورًا في جامعة باريس المرموقة.

## عصر النهضة
كان عصر النهضة حركة إيطالية (فلورنسية) في جوهرها، وفترة زهوّ الفلسفة والفنون. كان إحياء الحضارة الكلاسيكية والتعليم أحد العناصر الفارقة في فلسفة عصر النهضة (فمصطلح renaissance يعني «الانبعاث»)، وجسّد الإحياء عودةً جزئية إلى مرجعية أفلاطون بدلًا من أرسطو، بعدما كانت فلسفة الأخير مهيمنة على فلسفة العصور الوسطى المتأخرة. برز لدى بعض الفلاسفة اندفاع تجاه الخفيانيّة والهرمسية.
برزت انحرافات في التواريخ وأسباب التصنيف والحدود التي وصلت إليها الفلسفة، على شاكلة كافة الفترات الأخرى. يُعتقد أن عصر النهضة خصوصًا، خلافًا للفترات اللاحقة، بدأ في إيطاليا منذ النهضة الإيطالية، ثم انتشر في مختلف أنحاء أوروبا.

### الإنسانية

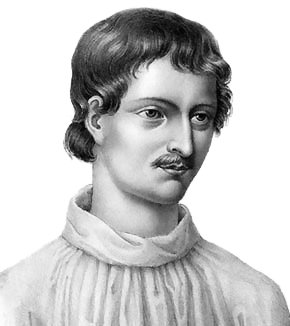
جوردانو برونو، أحد أبرز الشخصيات العلمية في العالم الغربي.

النهضة الإنسانية هي حركة فكرية أوروبية جسّدت مكوّنًا جوهريًا من مكوّنات عصر النهضة، وبدأت في فلورنسا منذ النصف الثاني للقرن الرابع عشر، ووصل تأثيرها إلى معظم أنحاء إيطاليا. نشأت الحركة الإنسانية من إعادة اكتشاف النصوص الأدبية الإغريقية واللاتينية على يد العلّامة الأوروبيين. في البداية، كان الفيلسوف الإنساني باحثًا في الأدب اللاتيني أو مدرّسًا له. بحلول منتصف القرن الخامس عشر، وضعت الحركة الإنسانية منهجًا -الدراسات الإنسانية أو Studia Humanitatis- يتألف من قواعد النحو والبلاغة والفلسفة الأخلاقية والشعر والتاريخ، وهي المجالات التي درسها المؤلفون الأدبيّون اللاتينيون والإغريق.
عرض الفلاسفة الإنسانيون الأدوات الفكرية والفلسفية اللازمة لإجراء أول تحليل نقدي للنصوص. حقق لورينزو فالا أول انتصار للنقد النصي في فترة مبكرة، فاكتشف أن مرسوم هبة قسطنطين هو نص مزيّف من العصور الوسطى المبكرة كُتب في محكمة رومانية. أدى النقد النصي إلى جدل حاد عندما سار إيراسموس على خطى فالا، وانتقد نسخة فولغاتا من العهد الجديد، وروّج لقراءة المخطوطات الأصلية الإغريقية التي كُتب بها العهد الجديد.

ارتأى الإنسانيون في عهد النهضة الإيطالية وجوب امتياز الفنون المتحررة (الفن والموسيقى والنحو والبلاغة والخطابة والتاريخ والشعر، باستخدام النصوص الكلاسيكية والدراسات التي تخصّ المجالات السابقة) بمستويات رفيعة من «الإثراء». اتفق الإنسانيون أيضًا على النفس والقيمة الإنسانية والمنزلة الفردية. آمن الإنسانيون بامتلاك كلّ شيء في الحياة طبيعةً محددة مسبقًا، لكن المرء يمتلك امتيازًا خاصًا، وهو قدرته على اختيار طريقه بنفسه. كتب بيكو ديلا ميراندولا التالي بخصوص خلق الكون وموضع الإنسان فيه:
«عندما انتهى العمل، تمنى الصانع وجود شخص يتفكّر هذه خطة هذا العمل البديع، ويحب جماله، ويتعجّب من شدة اتساعه. لذا عندما أُنجز كلّ شيء، ارتأى الصانع خلق الإنسان. جعل الصانع من الإنسان مخلوقًا بلا طبيعة معيّنة، وجعل له مكانًا في مركز هذا العالم، مخاطبًا إياه كالتالي: "لا تمتلك، يا آدم، مثوًى ثابتًا، ولا هيئة خاصّة بك، ولا وظيفة مخالفة للطبيعة التي منحناك إياها. فحسب شهواتك، ووفق الحكمة التي تمتلكها، تقرّر المثوى والهيئة والوظائف التي ترغب فيها. إنّ طبيعة كافة الكائنات الأخرى محدودة ومقيّدة بحدود القانون، فلديك مقدرةُ الانحطاط إلى أسفل أشكال الحياة، وهي أشكال وحشيّة وبهيمية. ولديك، بدافعٍ من حكمة روحك، مقدرة الولادة بأسمى أشكال الحياة: الهيئة الإلهية».

### الأفلاطونية المحدثة

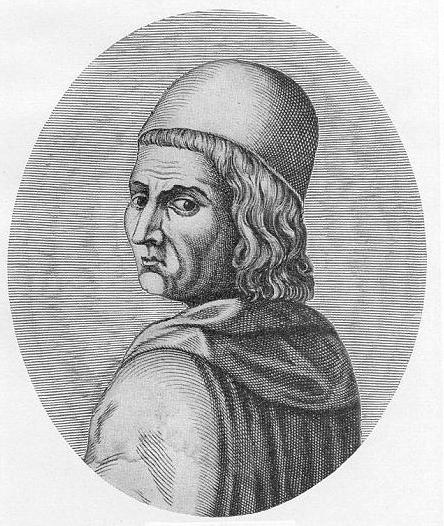
مارسيليو فيسينو، أحد أهم الفلاسفة الإنسانيين وأكثرهم تأثيرًا من عصر النهضة.

تأثرت إيطاليا أيضًا بحركة تُدعى الأفلاطونية المُحدثة، وهي حركة اتسمت بإحياء الاهتمام العام بالعصر الكلاسيكي القديم. كان الاهتمام بالأفلاطونية شديدًا في فلورنسا في عهد آل ميديتشي.
في الجلسات التي عقدها مجمع فلورنسا بين سنتي 1438 و1445 في فلورنسا، وهي الفترة التي شهدت محاولات فاشلة لإصلاح الشقاق بين الكنيستين الكاثوليكية والأرثوذكسية، تعرّف كوزيمو دي ميديتشي ودائرته المثقفة على الفيلسوف الأفلاطوني المحدث جيمستوس بليثو، فأثارت محاضراته عن أفلاطون وروحانيات مدرسة الإسكندرية روعةَ المجتمع المتعلّم في فلورنسا، إلى درجة أنهم أطلقوا عليه لقب أفلاطون الثاني.
في عام 1459، كان جون أرجيروبولوس يدرّس اللغة والأدب الإغريقيين في فلورنسا، وأصبح مارسيليو فيسينو تلميذه، والأخير هو مَنْ اختاره كوزيمو ليرأس أكاديمية أفلاطون التي أعاد كوزيمو تأسيسها في فلورنسا. عمل فيسينو على ترجمة أعمال أفلاطون الكلاسيكية من الإغريقية إلى اللاتينية (نُشرت في عام 1484)، وترجم مجموعة من الوثائق اليونانية المعروفة باسم المتون الهرمسية، والتي يعود زمنها إلى العصر الهلنستي، وترجم أيضًا مؤلفات عددٍ من الأفلاطونيين المحدثين مثل فرفوريوس الصوري ويامبليخوس وأفلوطين. حاول فيسينو التوفيق بين المسيحية والأفلاطونية بناءً على اقتراحات جيمستوس بليثو.

### مكيافيلي

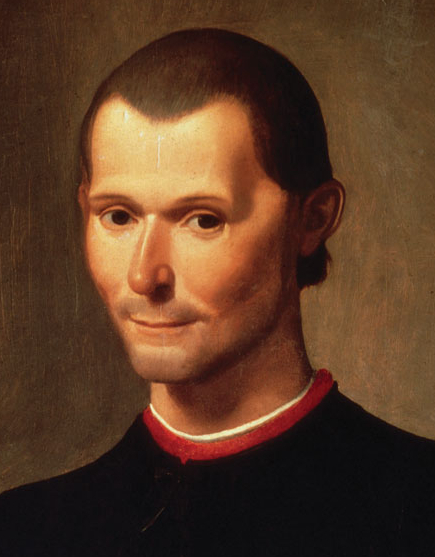
نيكولو مكيافيلي (1469-1527).

كان نيكولو مكيافيلي (3 مايو 1469 - 21 يونيو 1527) فيلسوفًا وكاتبًا إيطاليًا، ويُعَد من أكثر الفلاسفة تأثيرًا في عصر النهضة الإيطالية، وأحد المؤسسين الرئيسيين للعلوم السياسية الحديثة، وكتاب الأمير أشهر أعماله. تُعد إسهامات الأمير في تاريخ الفكر السياسي فاصلًا جوهريًا بين الواقعية السياسية والمثالية السياسية. يشرح كتاب مكيافيلي الأشهر الطرائق الفنيّة التي تصون سلطة الأمير الحاكم على مملكته. يركّز الكتاب على «الأمير الجديد»، باعتبار أن مهمّة حكم الأمير الذي ورث عرش المملكة أسهل لأن الناس اعتادوا عليه. يجب على الأمير، وارث العرش، الحفاظ على المؤسسات الاجتماعية السياسية التي اعتاد عليها الناس، في حين تكون مهمة الأمير الجديد أصعب، فعليه أولًا ترسيخ سلطته الجديدة لبناء هيكلية سياسية ثابتة. يحتاج الأمير الجديد حينها إلى امتلاك شخصية عامة لا مجال لانتقادها، والعمل سريًا للحفاظ على دولته، حتى لو لجأ إلى طرقٍ غير أخلاقية. يطرح مكيافيلي أمثلة عن الأمراء الذين يحصلون على السلطة ويحافظون عليها، مستمدًا أمثلته من دبلوماسيّي فلورنسا وقراءاته في التاريخ القديم، لذا يذكر الكتاب عبارات لاتينية وأمثلة من العصر الكلاسيكي.